# Plica pansticta
Plica pansticta là một loài thằn lằn trong họ Tropiduridae. Loài này được Myers & Donnelly mô tả khoa học đầu tiên năm 2001.